# Oromo-Befreiungsfront

Flagge der Oromo-Befreiungsfront

Die Oromo-Befreiungsfront (oromiffa: Adda Bilisummaa Oromoo, amharisch ኦሮሞ ፡ ነጽነት፡ ግንባር englisch Oromo Liberation Front, kurz OLF) ist eine politische und militärische Organisation in Äthiopien, die hauptsächlich im Süden und Südwesten des Bundesstaates Oromia aktiv ist. Ihr Ziel ist die Gründung eines unabhängigen Staates des Oromo-Volkes, das ihrer Ansicht nach in Äthiopien unterdrückt wird.
Der bewaffnete Arm der OLF, die Oromo-Befreiungsarmee (Oromo Liberation Army, OLA), verübt gelegentliche Angriffe gegen die äthiopische Regierung und Armee. Dabei kooperiert sie zum Teil mit der Nationalen Befreiungsfront für den Ogaden (ONLF).
Die OLF ist Mitglied der UNPO. Ihr Rückhalt in der Oromo-Bevölkerungsgruppe ist jedoch nicht sehr groß.
Die äthiopische Regierung betrachtet die OLF/OLA als terroristische Organisation, die von der feindlich gesinnten Regierung Eritreas unterstützt werde und für diverse Anschläge in Äthiopien verantwortlich sei. Der legalen Oppositionspartei der Föderalistischen Demokratischen Bewegung der Oromo (WAFIDO) werden Verbindungen zur Oromo-Befreiungsfront nachgesagt. Der Generalsekretär dieser Partei, Bekele Jirata, wurde daher inhaftiert, später jedoch wieder auf Kaution freigelassen.

## Geschichte

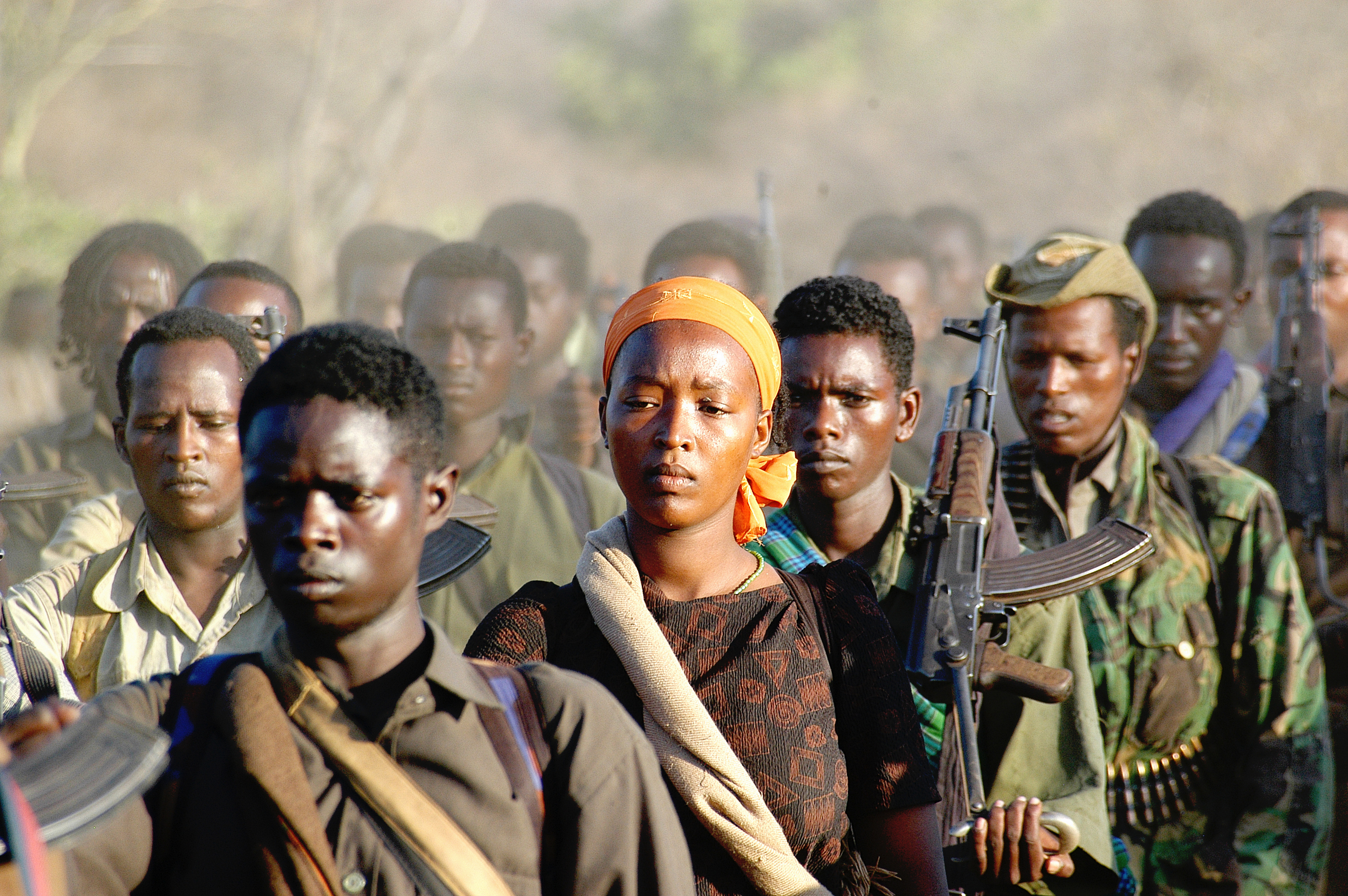
Kämpfer der OLA

Die OLF wurde 1973 gegründet. Sie wurde von der eritreischen Unabhängigkeitsbewegung Eritreische Volksbefreiungsfront (EPLF) trainiert und kooperierte mit der Westsomalischen Befreiungsfront (WSLF).
Nach dem Sturz der Derg-Militärregierung 1991 war die Gruppe zunächst an der neuen Regierung Äthiopiens beteiligt. Nach den Wahlen 1992 trat sie aber aus der Regierung und aus dem Übergangsparlament aus und befindet sich seither mit der regierenden EPRDF im Konflikt.
Die OLF steht in Opposition zur regierenden Partei in Oromia, der Demokratischen Organisation des Oromovolkes (OPDO). Im Juli 2006 wurde sie aus dem im Jahr 2000 von ihr mitbegründeten Bündnis Vereinigte Befreiungskräfte von Oromia (ULFO) ausgeschlossen, da sie sich dem politischen Bündnis Allianz für Freiheit und Demokratie (AFD) anschloss.
Die OLF stand in Opposition zur Parteikoalition Revolutionäre Demokratische Front der Äthiopischen Völker.
Die OLF wurde für einen Granatenangriff auf eine politische Kundgebung des Regierungslagers in Addis Abeba am 23. Juni 2018 verantwortlich gemacht; bei dem Anschlag gab es zwei Tote und 156 Verletzte.
Im Februar 2019 soll die Polizei Oberst Gemechu Ayana – ein prominentes Mitglied der Oromo-Befreiungsfront – festgenommen und ihn aufgrund von Terrorismusanklagen acht Monate lang in Haft gehalten haben, entgegen den Bestimmungen des Anti-Terror-Gesetzes, das eine Untersuchungshaft von maximal vier Monaten vorgesehen habe. Im Dezember 2019 sollen die zuständigen Behörden die Vorwürfe gegen ihn fallengelassen und ihn auf freien Fuß gesetzt haben.